# 廣漢郡
廣漢郡，中國古郡名。漢初分蜀郡、巴郡置。郡治在梓潼县。东汉移治雒縣。三国以後屢有析置。隋初廢。

## 历史

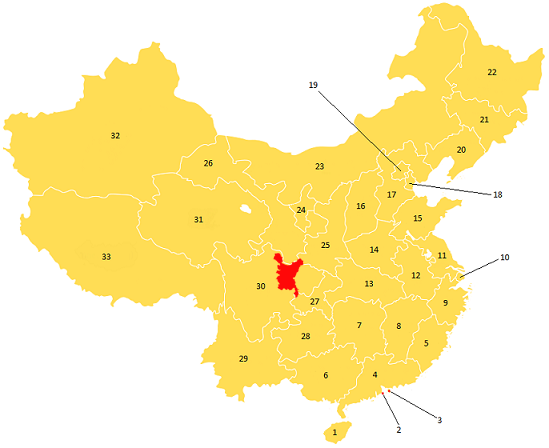
西汉广汉郡大致范围

漢高帝六年（前201年），分蜀郡東部與巴郡數縣置廣漢郡。漢武帝建元六年（前135年），割廣漢郡南部僰道等縣與新征服的南夷地區置犍為郡，世曰：“分巴割蜀，以成犍、廣”。後又以氐族之地置陰平道、剛氐道、甸氐道，屬廣漢郡。漢成帝綏和元年（前8年），廣漢郡領梓潼、汁方、涪、雒、緜竹、廣漢、葭明、郪、新都、甸氐道、白水、剛氐道、陰平道，共十縣、三道。都尉治緜竹，北部都尉治陰平道。屬益州刺史部。有167499戶，662249人。
王莽改廣漢為就都。兩漢之際，廣漢為公孫述所據，改名為梓潼郡。東漢初年，析置德陽縣。漢安帝永初二年（108年），分陰平道、甸氐道、剛氐道置廣漢屬國，治陰平。廣漢郡治先後遷至涪縣、雒縣。雒縣同時為益州刺史治所。漢獻帝建安二十二年（217年），劉備析廣漢郡梓潼、涪、葭萌等縣置梓潼郡。
蜀漢析郪縣、廣漢、德陽等縣置東廣漢郡。西晉以東廣漢郡為廣漢郡，以廣漢郡置新都郡。277年—283年间，新都郡一度为新都國。太康三年（282年），廣漢郡屬梁州，領廣漢、德陽、五城三縣。太康六年（285年）省新都國，入廣漢郡。劉宋、南齊時廣漢郡領雒、什邡、新都、五城、郪、陽泉五縣。隋開皇中廢。